# Valkenburg (Zuid-Holland)

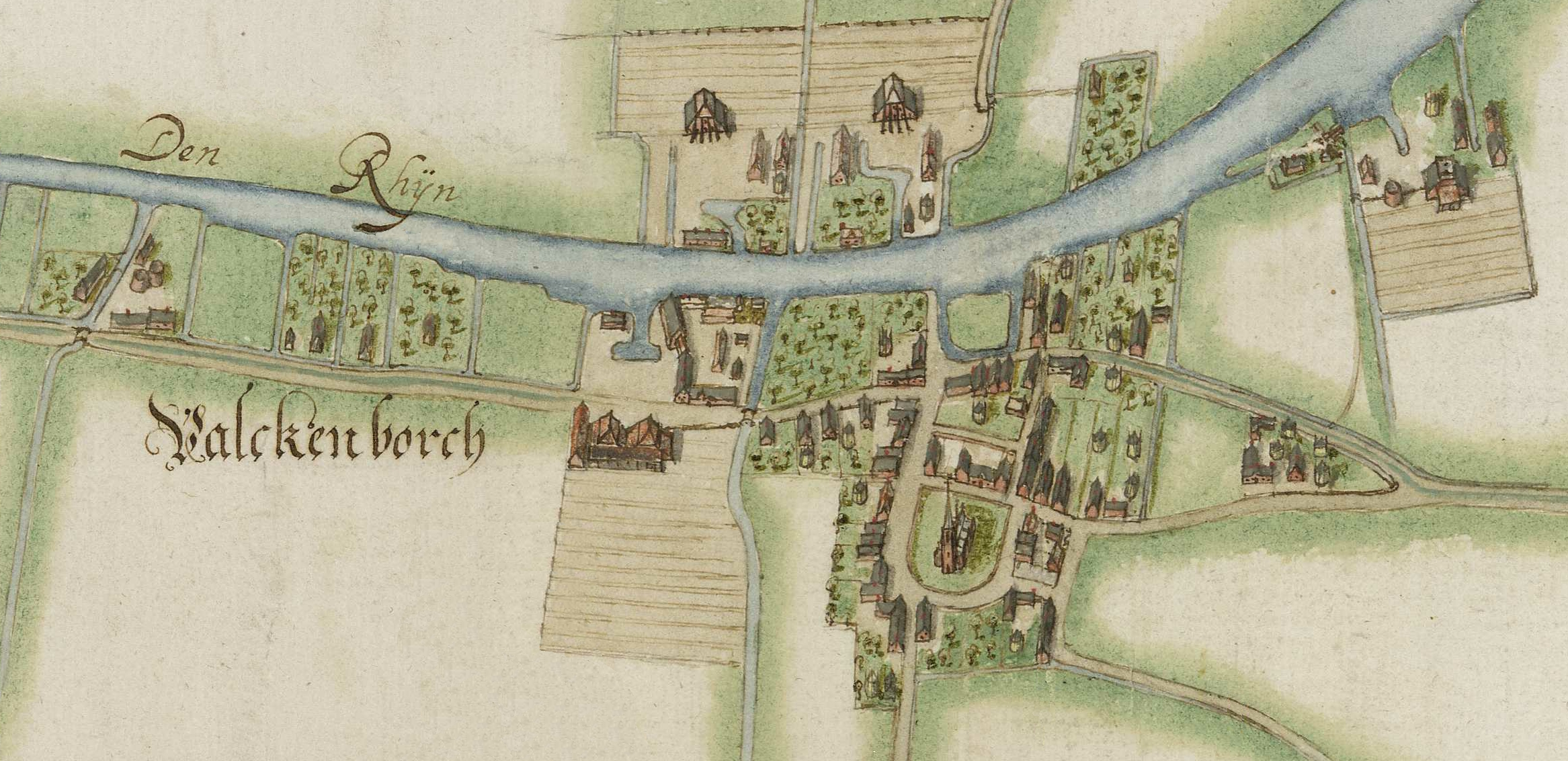
Detail uit de kaart van P. van Bilderbeeck uit 1627

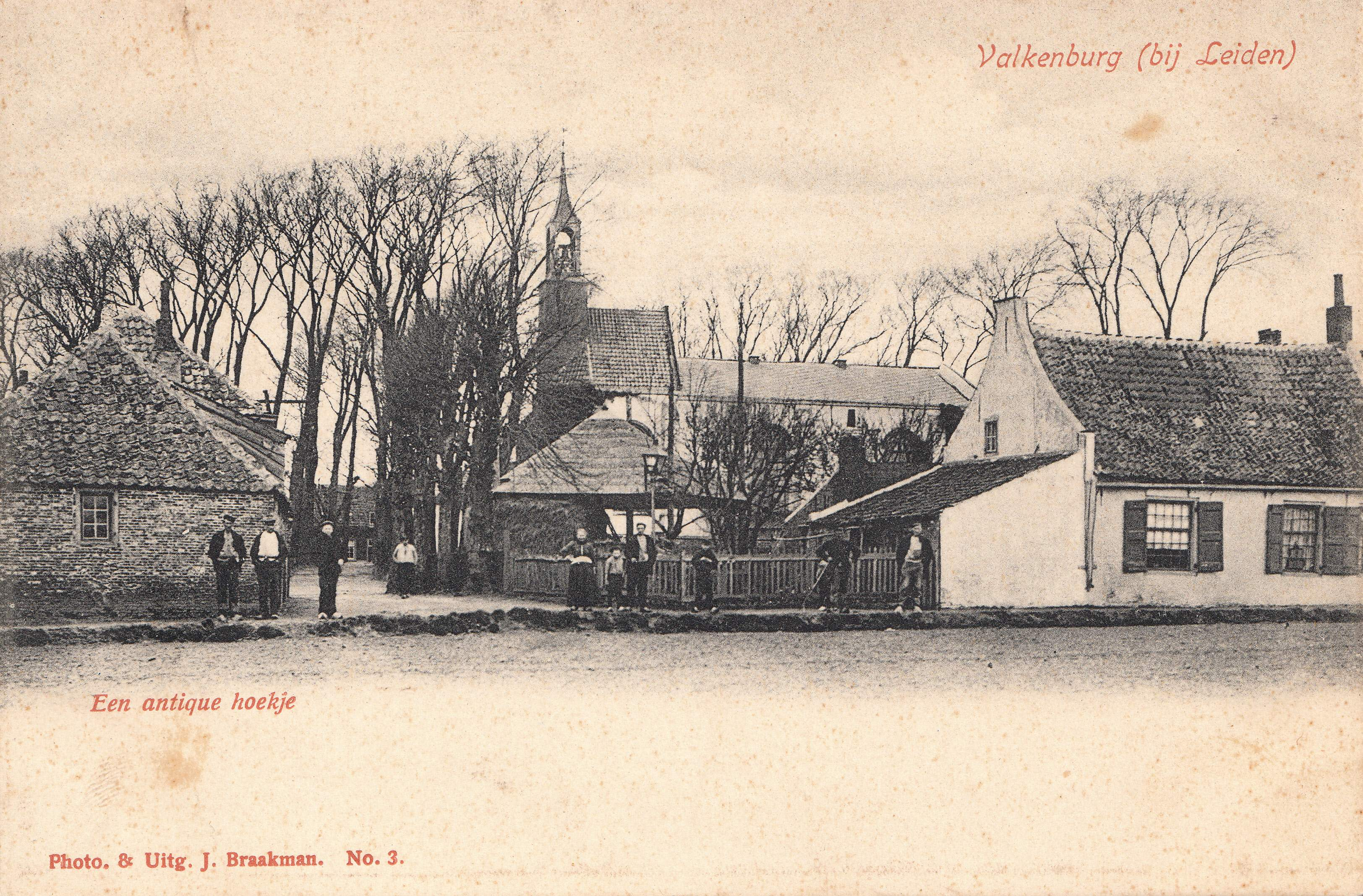
Valkenburg 1895, foto Jacob Braakman

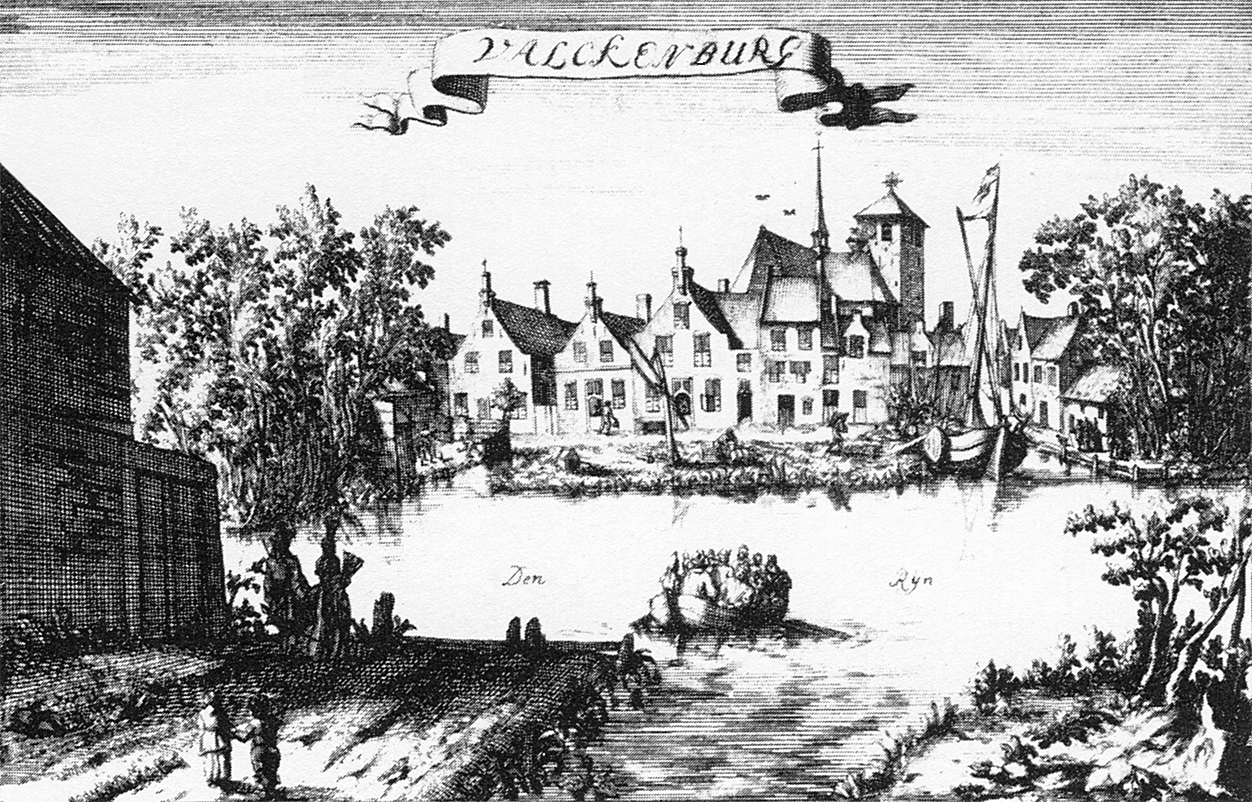
Valkenburg omstreeks 1675

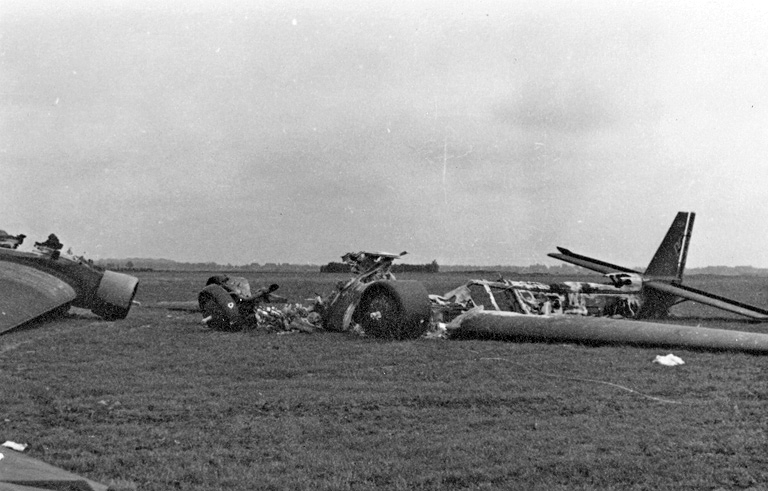
Neergestorte Duitse vliegtuigen op vliegkamp Valkenburg, mei 1940

Valkenburg is een Nederlands dorp en een voormalige gemeente in Zuid-Holland. De gemeente Valkenburg is per 1 januari 2006 gefuseerd met de gemeenten Katwijk en Rijnsburg tot de nieuwe gemeente Katwijk met destijds ruim 60 duizend inwoners. In 2023 telde Valkenburg 6.275 inwoners. Hoewel de nieuwe naam "Valkenburg" is, met zo nodig "(Katwijk)" erachter, wordt de oude naam "Valkenburg (Zuid-Holland)" gebruikt om onderscheid te maken met de gemeente Valkenburg aan de Geul in Zuid-Limburg. De voormalige gemeente Valkenburg had een oppervlakte van 5,74 km² (waarvan 0,23 km² water). Binnen de gemeentegrenzen lagen geen andere kernen.

## Geschiedenis
In de Romeinse tijd lag op de plek van het huidige Valkenburg het Romeins castellum Praetorium Agrippinae. Het was een fort aan de Neder-Germaanse limes en vormde een tussenstation op de weg van Lugdunum Batavorum (Katwijk) naar Matilo (Leiden Roomburg).

### Middeleeuwen
Het moderne Valkenburg is ontstaan uit het middeleeuwse ambacht Valkenburg-Katwijk, dat zich aan de zuidzijde van de Oude Rijn uitstrekte tot aan de Noordzee. Het was het oudste van de drie dorpen in het ambacht, Katwijk aan Zee, Katwijk aan den Rijn en Valkenburg. Oorspronkelijk maakte het ambacht deel uit van het bisdom Utrecht, in de twaalfde eeuw ging het echter over naar de graven van Holland, waar het deel uitmaakte van het baljuwschap Rijnland.
De lagere bestuursfuncties, inclusief rechtspraak en waterstaat werden in leen gegeven door de graaf, waarmee Valkenburg een ambachtsheerlijkheid werd. Wanneer dit precies gebeurde is niet bekend, wel was dit al het geval in 1317. Hoger gezag werd rond 1460 verkregen door de ambachtsheer, waarmee Valkenburg een hoge heerlijkheid, feitelijk een baljuwschap werd naast Rijnland.
In en rond Valkenburg stonden diverse kastelen en landhuizen. In de 13e eeuw werd Zonneveld gebouwd als boerderij of edelmanswoning, om in de 17e eeuw te worden verbouwd tot buitenplaats. Torenvliet ontstond in de middeleeuwen en werd in de 17e eeuw herbouwd.

### Splitsing
In 1615 werd Valkenburg door de toenmalige vrijheer verkocht, Katwijk echter niet, wat een splitsing van de hoge heerlijkheid tot gevolg had. Valkenburg werd een zelfstandige hoge heerlijkheid en Katwijk werd samengevoegd met de hoge heerlijkheid ‘t Zand, gelegen aan de overzijde van de Oude Rijn.

### Franse tijd
De hoge heerlijkheden werden met de Bataafse omwenteling in 1795 afgeschaft en de ambachten omgevormd tot municipaliteiten. In 1798 verdwenen de laatste resten van de hoge heerlijkheid en werd Valkenburg een gemeente in het gebied zoals in de afsplitsing van 1615 was ontstaan. Het begrip "gemeente" had nog niet de tegenwoordige betekenis, wat inhield dat de oude taken als rechtspraak nog onder verantwoording van de municipaliteit vielen.
In 1810 kwam met de Franse overheersing een nieuwe bestuursorganisatie volgens het toen geldende model, waarbij de rechtspraak en waterstaatsbestuur afgesplitst werden en de gemeente min of meer zijn huidige functie kreeg. Omdat gemeentes minimaal 500 inwoners moesten hebben werden Valkenburg, Katwijk en 't Zand bestuurlijk weer samengevoegd, om na de Franse overheersing op 1 april 1817 weer een zelfstandige gemeente te worden.

### Tweede Wereldoorlog
In mei 1940 probeerden de Duitsers het vliegkamp Valkenburg te gebruiken bij de invasie maar de zware vliegtuigen bleven steken in de nog onvoltooide landingsbaan. De Duitsers verschansten zich in het dorp dat grotendeels in puin werd geschoten. Als onverwacht bijkomstigheid kon er nu wel een uitgebreid archeologisch onderzoek worden uitgevoerd, waardoor de Romeinse fundamenten van het fort in kaart werden gebracht.

### Na de oorlog
Het grondgebied van de gemeente Valkenburg werd later nog uitgebreid met een stuk dat daarvoor aan de gemeente Voorschoten toebehoorde, ten oosten van de Wassenaarse wetering tot aan de A44, waar nu het Valkenburgse Meer ligt. De strook land aan de overkant van de A44 kwam toe aan de gemeente Leiden, die er de wijk Stevenshof bouwde.
Op 1 januari 2006 is de gemeente samen met de gemeenten Rijnsburg en Katwijk opgegaan in de nieuwe gemeente Katwijk.
Het vliegkamp krijgt een andere bestemming. Er zullen voornamelijk woningen worden gebouwd en er zal ook ruimte zijn voor bedrijven en recreatie. Eind 2013 werd het definitieve Masterplan Locatie Valkenburg door de Katwijkse gemeenteraad vastgelegd.

## Bezienswaardigheden
- In Valkenburg zijn de resten van het Romeinse fort Praetorium Agrippinae opgegraven. De omtrekken van de muren zijn sindsdien in de bestrating aangegeven met gekleurde klinkers. Nu is er een nieuw plein en worden de omtrekken van de muren aangegeven met knoppen in de grond. In 2019 worden er nog steeds opgravingen gedaan, zoals een paal uit 125 nc langs een Romeinse weg in juli 2019, met de inscriptie COH II CR.
- Valkenburg is bekend van het voormalige marine-vliegveld Vliegkamp Valkenburg dat in juli 2006 gesloten is. In een van de hangars van dit voormalige vliegveld wordt sinds 30 oktober 2010 de succesvolle musical Soldaat van Oranje uitgevoerd. Het is zelfs de langst spelende voorstelling ooit. Dit was voorheen The Phantom of the Opera met 1094 voorstellingen. Daarnaast is het ook nog de best bezochte voorstelling ooit.
- Stoomtrein Valkenburgse Meer
- De tweede woensdag in september is Valkenburg het toneel van een grote paardenmarkt en bijbehorende kermis. De paardenmarkt is de oudste van Nederland. Al rond 840 is er sprake van handel in paarden.
- Elektrisch aangedreven voetveer "Rijn Valk" over de Oude Rijn.
- Naast de elektrische voetveer ligt de oude voetveer van Valkenburg, gerestaureerd door Stichting tot behoud van de Oude Pont van Valkenburg

## Klimaat
Bij Valkenburg bevindt zich een meetstation van het KNMI.
| Maand                                           | jan   | feb  | mrt   | apr  | mei  | jun  | jul  | aug  | sep  | okt  | nov  | dec   | Jaar  |
| ----------------------------------------------- | ----- | ---- | ----- | ---- | ---- | ---- | ---- | ---- | ---- | ---- | ---- | ----- | ----- |
| Hoogste maximum (°C)                            | 13,8  | 15,9 | 20,8  | 25,9 | 29,7 | 33,5 | 33,1 | 34,6 | 28,7 | 24,5 | 17,5 | 15,4  | 34,6  |
| Gemiddeld maximum (°C)                          | 5,6   | 6    | 9     | 11,8 | 16,3 | 18,4 | 20,6 | 21,2 | 18,1 | 14,1 | 9,5  | 6,9   | 13,1  |
| Gemiddelde temperatuur (°C)                     | 3,4   | 3,3  | 5,8   | 8    | 12,1 | 14,6 | 16,9 | 17,1 | 14,5 | 10,8 | 7    | 4,7   | 9,9   |
| Gemiddeld minimum (°C)                          | 0,7   | 0,4  | 2,4   | 4    | 7,6  | 10,5 | 13,0 | 12,8 | 10,5 | 7,2  | 4,1  | 2,1   | 6,3   |
| Laagste minimum (°C)                            | −16,4 | −14  | −11,1 | −4,4 | −1,5 | 1,7  | 5,4  | 5,5  | 1,2  | −4,4 | −7,1 | −10,6 | −16,4 |
|                                                 |       |      |       |      |      |      |      |      |      |      |      |       |       |
| Neerslag (mm)                                   | 64,9  | 43,4 | 60,5  | 43,5 | 48,3 | 65,1 | 66,1 | 61,1 | 85,8 | 87,8 | 88,7 | 73,9  | 789,1 |
| Bron: KNMI: gemiddelden en extremen (1971-2000) |       |      |       |      |      |      |      |      |      |      |      |       |       |

## Sport
Valkenburg heeft onder andere een voetbalclub Valken '68 en een tennisvereniging, VTV. In de winter wordt er een veld natgespoten dat als ijsbaan kan fungeren. Op het grasveld van de ijsclub worden in september ook de 'Weilandgames' gehouden, een soort krachtsportwedstrijd, georganiseerd door de JIVAK in verband met de paardenmarkt (feestweek Valkenburg).